# Starship (película)
Starship es una película de ciencia ficción australiana de 1985, dirigida por Roger Christian y protagonizada por John Tarrant, Deep Roy, Donogh Rees y Cassandra Webb.

## Argumento
En el año 2084, el planeta Ordessa, es poblado de criminales liderados por Jowitt, que se han apoderado de la colonia El Jadida, atrapando a los trabajadores e impidiendo su regreso a la Tierra. Lorca, un joven cuyos padres fueron muertos por los militares, vivió aislado de todo, sólo con su amigo Kid (un robot) con una única misión: reconstruir una nave para volver a la Tierra.

## Reparto
| Actor            | Personaje       |
| ---------------- | --------------- |
| John Tarrant     | Lorca           |
| Deep Roy         | Kid             |
| Donogh Rees      | Abbie           |
| Cassandra Webb   | Suzi            |
| Ralph Cotterill  | Capitán Jowitt  |
| Hugh Keays-Byrne | Danny           |
| Joy Smithers     | Lena            |
| Tyler Coppin     | Detective Droid |
| James Steele     | Mp Droid        |
| Arky Michael     | Dylan           |
| John Rees        | Sacerdote       |

## Producción y lanzamiento
Starship se publicó originalmente bajo el título de Lorca y los fugitivos (Lorca and the outlaws) , sino que también tenía un título de trabajo de The Outlaws and the Starship Redwing. Fue filmada en Nueva Gales del Sur y Australia Occidental en Australia, y en los Estudios Shepperton en el Reino Unido. Su estreno inicial en los cines fue en Alemania Occidental el 5 de julio de 1985, y se presentó en el Festival de Cine de Fantasporto, en Oporto, Portugal, en febrero de 1987. Su estreno en los cines de América fue el 4 de abril de ese año, y en VHS fue lanzado el 23 de enero de 1991.

## Premios y honores
Starship fue nominado a un Premio Internacional de Cine Fantástico, en la "Mejor Película", categoría, en el Fantasporto festival de cine en 1987.